# Camilla Waltersson Grönvall
Maria Camilla Waltersson Grönvall, född 19 mars 1969 i Kullings-Skövde församling, Älvsborgs län, är en svensk politiker (moderat). Hon är Sveriges socialtjänstminister och statsråd i socialdepartementet sedan 2022.
Hon är ordinarie riksdagsledamot sedan 2010, invald för Västra Götalands läns västra valkrets sedan 2018 (dessförinnan invald för Västra Götalands läns norra valkrets 2010–2018).

## Biografi
I valet 2006 stod Waltersson Grönvall på tredje plats på Moderaternas riksdagslista i Västra Götalands läns norra valkrets, och fick fjärde flest personröster av valkretsens moderata kandidater (692 personröster, 2,01% av partiets röster i valkretsen). Emellertid räckte detta inte för att få ett av partiets två mandat i valkretsen. Hon toppade den moderata kommunfullmäktigelistan i Lilla Edets kommun och personvaldes med 164 personröster (14,99% av partiets röster i kommunen).
I valet 2010 var Waltersson Grönvall återigen tredjenamn på Moderaternas riksdagslista. Hon fick 820 personröster (1,76% av partiets röster i valkretsen), och blev denna gång invald i riksdagen då Moderaterna ökade till tre mandat i valkretsen. Hon var fortsatt förstanamn på Moderaternas kommunfullmäktigelista för Lilla Edet och fick 210 personröster (17,3% av partiets röster i kommunen).
Hon har alltsedan 2010 behållit sin riksdagsplats. I valet 2014 stod hon överst på Moderaternas riksdagslista i Västra Götalands läns norra valkrets. Efter att en förändring i valkretsindelningen gjorts var hon 2018 och 2022 förstanamn på Moderaternas riksdagslista i Västra Götalands läns västra valkrets. Hon var 2014–2017 utbildningspolitisk talesperson för Moderaterna och 2017–2022 socialpolitisk talesperson. Efter valet 2022 ledde hon Moderaternas valanalysarbete.
När regeringen Kristersson bildades efter valet 2022 utsågs Waltersson Grönvall till socialtjänstminister. Hon är även ansvarig minister för barnrättsfrågor och funktionshinderfrågor.
Hon förblev ledamot i Lilla Edets kommunfullmäktige till 2023, då hon avsade sig uppdraget.
Camilla Waltersson Grönvall är syster till Mikaela Waltersson, som också är moderat politiker och som sedan 2018 är regionstyrelsens ordförande i Region Halland.